# Sh2-9
Sh2-9，也稱為古姆 65，是在天蠍座中圍繞著多星系統心宿一（天蠍座σ）的一個發射星雲和反射星雲的組合，用小型望遠鏡可以很容易就看到的星雲。在心宿一東南方1°的星團是M4。
Sh2-9是一個紅色的發射星雲，它圍繞著恆星心宿一。人們認為心宿一是一顆變星的巨星，正在電離這一區域。它也被記錄為反射星雲C130。
該區域被注意到為發射和反射星雲，然而有時只注意到一個方面。
視星等1.1的心宿二位於這個星雲東南2°。
該地區最強的2.3GHz的信號源與Sh2-9相吻合。
邊緣有一個無線電源，有人提出這是因為這個星雲和暗星雲Kh 527之間存在碰撞。

## 目錄
例子：
- 沙普利斯 9
- 古姆65（Gum 65）
- 塞德布拉德 140（Cederblad 140）

## 外部連結
- Image of Sharpless-2 9 （页面存档备份，存于）